# Adolfo Sourdeaux
Adolfo Sourdeaux (París, Francia, 3 de febrero de 1819-Morón, 6 de julio de 1883) fue un militar e ingeniero francés que se radicó en Argentina y es conocido por ser el fundador de las ciudades de San Miguel y Bella Vista, ambas en la provincia de Buenos Aires.

## Biografía
Nació con el nombre de Adolphe Alexandre Sourdeau, sus padres fueron Hélene Jacquette Longuefay y Antoine Auguste Benjamin Sourdeaux, quienes tenían otros dos hijos. Se recibió de militar con el grado de subteniente de la Marina Francesa y después de cumplir con un destino en Francia se embarcó y después de varios destinos desembarcó en el Río de la Plata, más precisamente en la capital argentina donde aplicó sus conocimientos de agrimensor delineando varias localidades de ese país.